# Дубовицкие Навины
Дубовицкие Навины — деревня в Шумячском районе Смоленской области России. Входит в состав Озёрного сельского поселения. Население — 8 жителей (2007 год).

## География
Расположена в юго-западной части области в 7 км к юго-западу от Шумячей, в 3 км севернее автодороги А101 Москва — Варшава («Старая Польская» или «Варшавка»), на берегу реки Смородинка. В 6 км южнее деревни расположена железнодорожная станция Осва на линии Рославль — Кричев.

## История
В годы Великой Отечественной войны деревня была оккупирована гитлеровскими войсками в августе 1941 года, освобождена в сентябре 1943 года..
До образования Озёрного сельского поселения относилась к Дубовицкому сельскому округу. Постановлением Правительства Российской Федерации от 1 марта 2011 г. № 123 деревня была переименована в Дубовицкие Навины, прежнее наименование деревни Навины.